# Peloscolex multisetosus
Peloscolex multisetosus är en ringmaskart som först beskrevs av Smith 1900.  Peloscolex multisetosus ingår i släktet Peloscolex och familjen glattmaskar.

## Underarter
Arten delas in i följande underarter:
- P. m. multisetosus
- P. m. longidentus
- P. m. typica